# Nissan Primastar

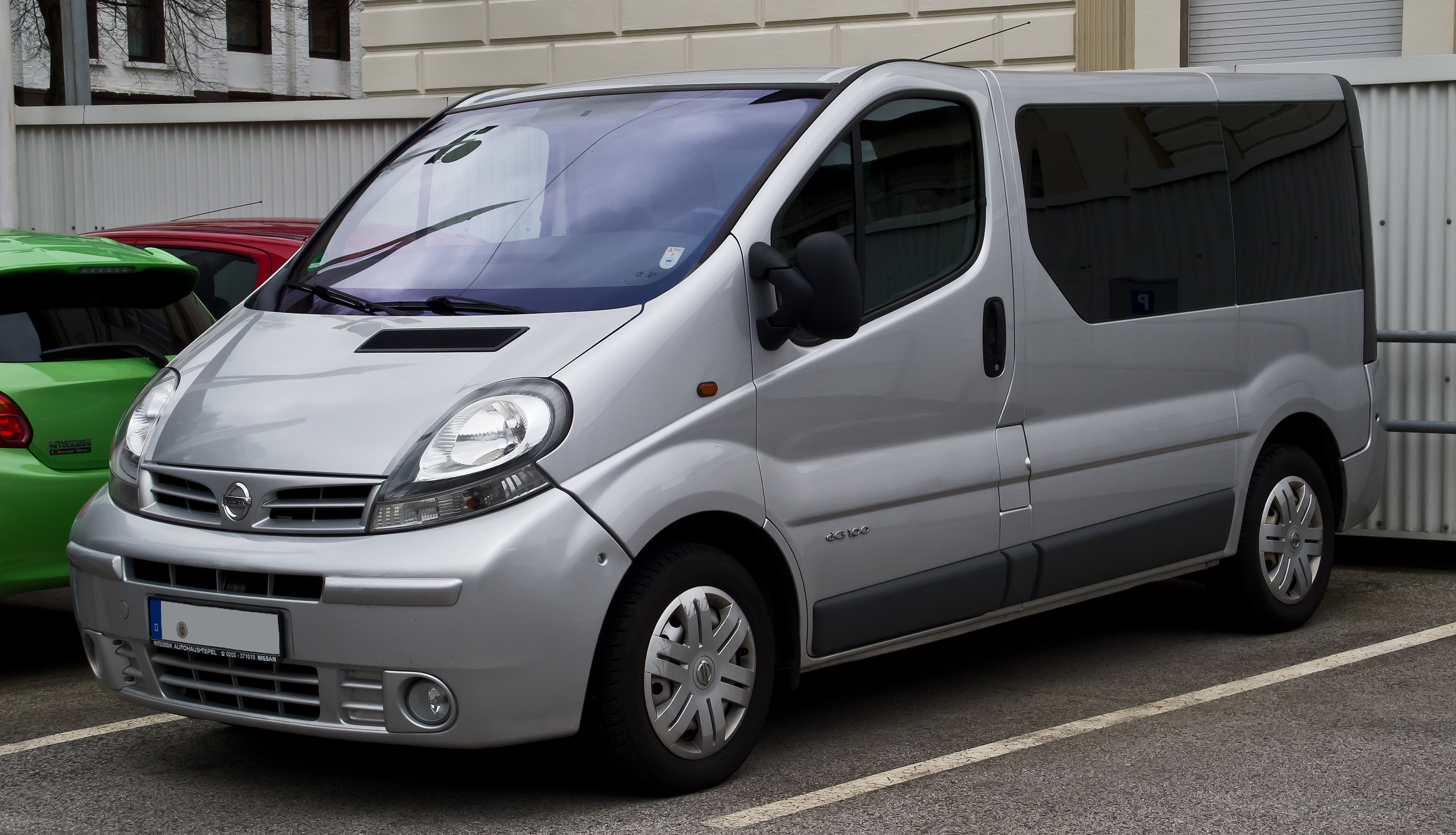
Nissan Primastar (2002–2007)

Der Nissan Primastar ist ein Kleintransporter und Kleinbus, der 2002 im europäischen Angebot von Nissan den Nissan Vanette Largo/Cargo ersetzte. Der erste Primastar war baugleich mit dem Opel Vivaro A und dem Renault Trafic (X83), die bereits seit 2001 gebaut wurden. Alle drei Modelle wurden zunächst im Werk von General Motors in Deutschland hergestellt. Später wurde der Primastar bei Nissan Motor Ibérica in Spanien produziert. Neben dem Opel Vivaro B und dem Renault Trafic (X82), die bereits seit 2014 gebaut werden, wird das von diesen abgeleitete Nissan-Modell Nissan NV300 erst seit 2016 als Nachfolger des Primastar produziert. Seit September 2021 wird dieses Nachfolgemodell wieder als Primastar vermarktet.

## Motoren
Von 2002 bis 2006:
- Ottomotor
  - 2.0 mit 88 kW (120 PS), 2002–2006
- Dieselmotoren
  - 1.9 dCi mit 60 kW (82 PS), 2002–2006
  - 1.9 dCi mit 74 kW (100 PS), 2002–2006
  - 2.5 dCi mit 99 kW (135 PS), 2003–2006

Ab 2006 wurde der Primastar mit vier verschiedenen Motoren angeboten:
- Ottomotor
  - 2.0 mit 86 kW (117 PS)
- Dieselmotoren
  - 2.0 dCi mit 66 kW (90 PS)
  - 2.0 dCi mit 84 kW (114 PS)
  - 2.5 dCi mit 107 kW (146 PS) mit Dieselpartikelfilter

Alle Motoren wurden mit handgeschaltetem Sechsganggetriebe angeboten. Für den 2.0 dCi mit 84 kW und den 2.5 dCi war auch ein automatisches Sechsganggetriebe (6-Stufen-Easytronic) lieferbar.